# Organismo de Inteligencia del Estado
El Organismo de Inteligencia del Estado (OIE) es la institución estatal de la República de El Salvador encargada de informar y coordinar al Presidente de la República en materia de inteligencia, principalmente en las áreas política, económica, social y de seguridad nacional. Y es dirigido por un director ejecutivo.
Fue creado por el entonces presidente Alfredo Cristiani mediante Decreto Ejecutivo N.º 34, del 28 de abril de 1992, publicado en el Diario Oficial N.º 78, Tomo N.º 311, del 30 de abril de 1992, el cual fue emitido después de la firma de los Acuerdos de Paz de Chapultepec. Pero por medio de la sentencia definitiva del 6 de septiembre de 2001, pronunciada en el proceso de inconstitucionalidad con referencia número 27-99, la Sala de lo Constitucional de la Corte Suprema de Justicia declaró inconstitucional la aprobación de dicho decreto ejecutivo. Por esa razón, el 20 de septiembre de 2001 fue legislado con la creación de la Ley del Organismo de Inteligencia del Estado por la Asamblea Legislativa.